# Itapuí
Itapuí é um município brasileiro do interior do estado de São Paulo. Sua população é de 13.659 habitantes, segundo o Censo Demográfico realizado pelo IBGE no ano de 2022.

## História
Itapuí antes conhecida como Bica de Pedra, originou-se a partir da compra da Fazenda do Ribeirão do Saltinho. Conhecida como Fazenda Bica de Pedra em razão da existência de um córrego na propriedade, onde as pedras possuíam formato de bicas e estas jorravam água. Em março de 1859, foi adquirida por Antonio Joaquim da Silva Fonseca, comprada do capitão José Ribeiro da Silva, um dos fundadores do município de Jaú.
Como devoto árduo de Santo Antônio de Pádua, fez doação de 302.275 m² das terras da fazenda para formação de um patrimônio, em homenagem ao santo. Registrou a doação em 15 de setembro de 1888, na paróquia de Nossa Senhora do Patrocínio (atual Catedral), em Jaú.
Foi dividido em quadras, com lotes marcados, sendo reservada uma quadra central para a construção da capela, concluída com a inauguração em 13 de junho de 1890, dia do Santo Padroeiro. Com o passar do tempo, esse patrimônio tornou-se uma vila, a Vila de Bica de Pedra. Casas foram construídas, surgiram pequenos mercadores (comerciantes) para atender os moradores da localidade e do campo.
Apresentado pelo Deputado Vicente de Paulo de Almeida Prado, pertencente a nossa região, o Projeto de Lei 58/1912 criando o município de Bica de Pedra na sessão de 25 de novembro do mesmo ano, assinada pelos 5 deputados do 9º Distrito (incluindo o autor). Foi aprovado em 11 de setembro de 1913, convertido em Lei Estadual 1383 e no dia 20 do mesmo mês, foi sancionada pelo governador do estado de São Paulo Rodrigues Alves. Realizou-se a instalação do novo município de Bica de Pedra e a posse da primeira Câmara Municipal ocorreu no dia 2 de janeiro de 1914.

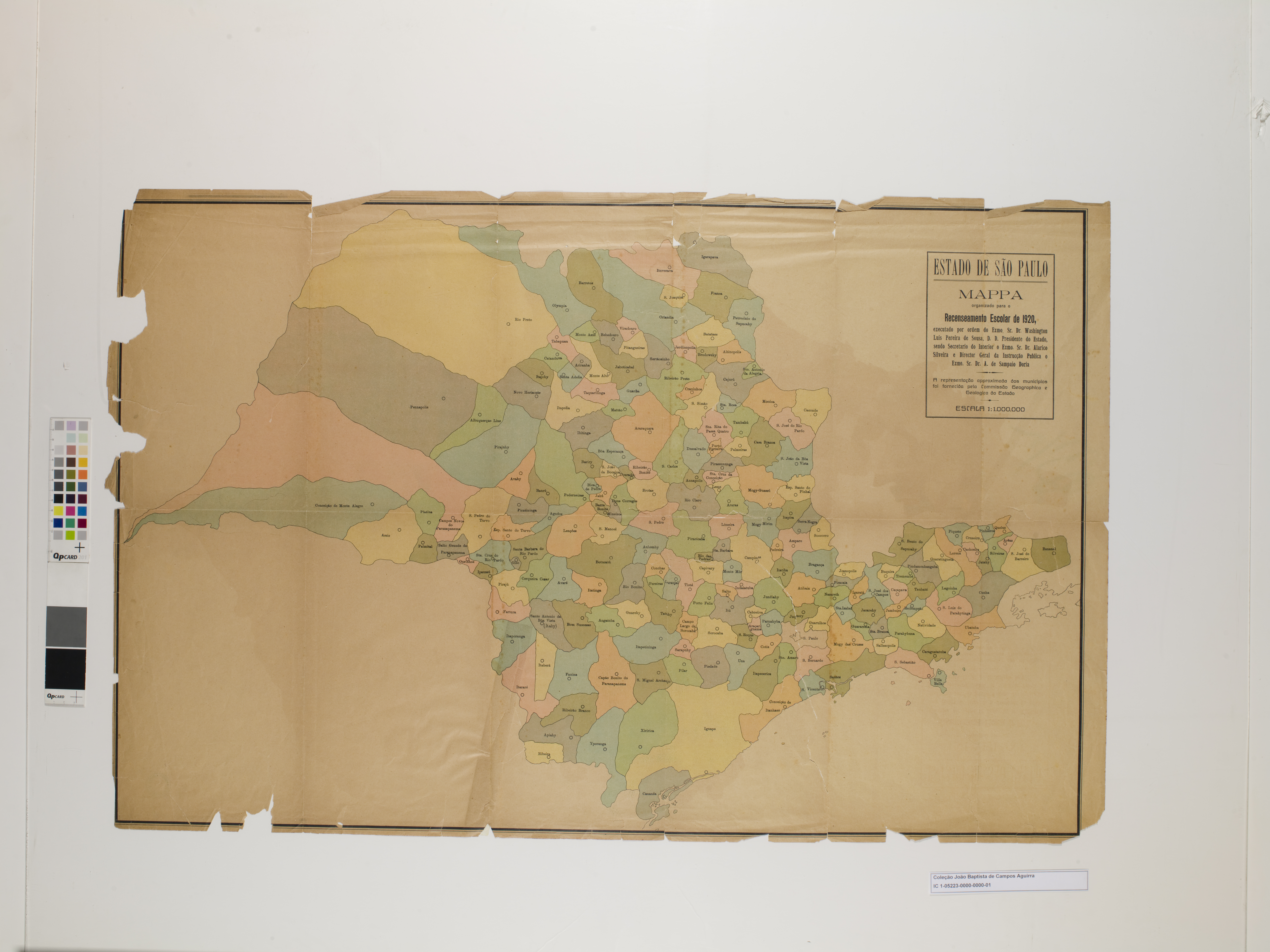
Estado de São Paulo (1920).

Pelo decreto nº 9775, de 30 de novembro de 1938, pelo interventor federal do estado de São Paulo, Ademar de Barros a pedido do Prefeito Municipal Dr. José Miraglia, ocorreu à mudança de nome do município, de Bica de Pedra para Itapuí e a anexação do Distrito de Floresta. A mudança do nome passou a vigorar em 1 de janeiro de 1939. O Distrito de Floresta em 1945, passou a ser chamado de Boraceia, se emancipando a município em 1959.

## Geografia
Localiza-se na região Centro-Oeste paulista, a uma latitude 22º13'58" sul e a uma longitude 48º43'08" oeste, estando a uma altitude de 456 metros em relação ao nível do mar e a 320 km de distância de São Paulo, capital estadual. Possui uma área de 140,023 km², sendo formado apenas pelo distrito sede.
É um dos doze municípios que integram a Região Imediata de Jaú, que por sua vez é uma das quatro regiões imediatas que integram a Região Intermediária de Bauru.

### Hidrografia
- Rio Tietê
- Rio Jaú

### Rodovias
- Rodovia Comandante João Ribeiro de Barros (SP-225)

## Demografia
Em 2022, a população foi medida pelo IBGE em 13.659 habitantes.
Censo IBGE 2022:
| Índice de Desenvolvimento Humano Municipal - IDHM (2010)    | 0,725                        |
| PIB per capita (2021)                                       | R$ 70.205,57                 |
| População residente                                         | 13.659 pessoas               |
| Densidade demográfica                                       | 97,55 hab. km²               |
| População residente que frequentava creche ou escola (2010) | 3.115 pessoas                |
| Mortalidade infantil                                        | 20,83 óbitos por mil nascido |
| Área urbanizada (2019)                                      | 4,11 km²                     |
| Área de unidade territorial                                 | 140.023 km²                  |

## Política e administração
- Prefeito: Maria Clélia Viaro Pichelli, também conhecida como Clelia, do Partido Social Democrático (PSD) (2025/2028).[12][13]
- Vice-prefeito: Gilmar Sabino Belchior, também conhecido como Mecha, do Podemos (2025/2028).[14][15]
- Presidente da câmara municipal: Valdir Donizetti Castanho, do Partido Social Democrático (PSD) (2025).[16]

## Economia
O município é conhecido como a "Capital Nacional do Frango" pois possui uma indústria aviária muito forte sendo esta geradora de muitos empregos na região, além de abrigar um importante polo moveleiro com várias fábricas de móveis.

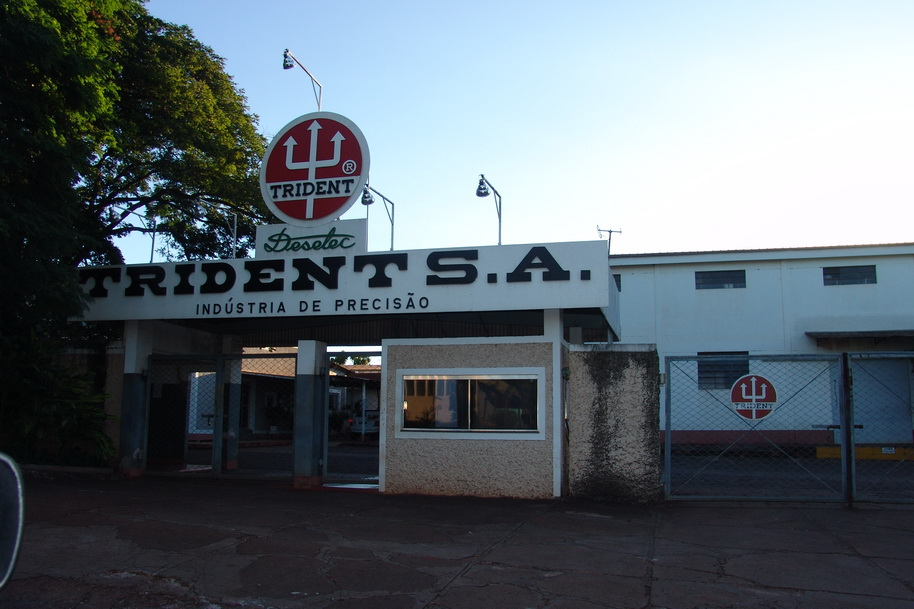
Trident Desetec.

Também está instalada no município há mais de seis décadas a Trident Desetec Indústria de Precisão, a maior e mais completa indústria de artigos para Desenho, Pintura e Artes do Hemisfério Sul.

## Infraestrutura

### Comunicações
O sistema de telefones automáticos foi inaugurado na cidade em 1974 pela Telecomunicações de São Paulo (TELESP), que também implantou o sistema de discagem direta à distância (DDD) em 1981 com o código de área (0146). Anteriormente a cidade era atendida pela Companhia Telefônica Brasileira (CTB).
Na década de 90 o código DDD da cidade foi alterado para (014), para padronização do sistema telefônico com a telefonia celular que estava sendo implantada em todo o estado.
Além disso, a cidade é atendida pela rádio Tietê FM 92.1 MHz da vizinha Boraceia. Também abriga retransmissoras de TVs, sendo estas: TV TEM (Globo), TV Canção Nova e Record Paulista além de receber em breve o sinal da também retransmissora TV Cultura da vizinha Boraceia.

## Religião

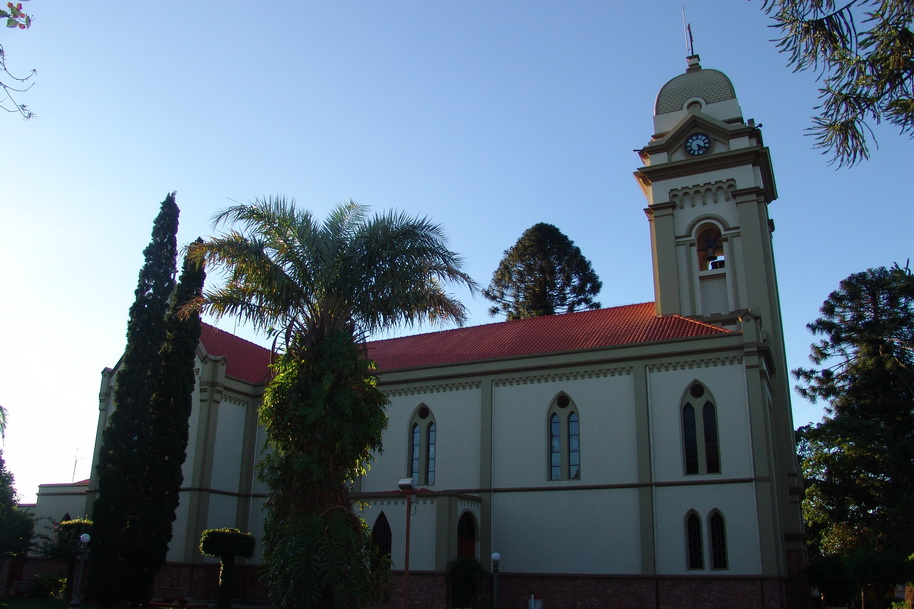
Igreja Matriz.

O Cristianismo se faz presente na cidade da seguinte forma:

### Igreja Católica
- A igreja faz parte da Diocese de Jaú.[24]

### Igrejas Evangélicas
Entre as igrejas protestantes históricas, pentecostais e neopentecostais, encontram-se na cidade:
- Assembleia de Deus Ministério do Belém.[27][28]
- Congregação Cristã no Brasil.[29]